# Каньете, Марсело
Марсело Каньете (исп. Marcelo Cañete; 16 апреля 1990 года, Буэнос-Айрес) — аргентинский футболист, играющий на позиции полузащитника. Ныне выступает за чилийский клуб «Сантьяго Уондерерс».

## Клубная карьера
Марсело Каньете начинал свою карьеру футболиста в аргентинском клубе «Бока Хуниорс». 9 августа 2010 года он дебютировал в аргентинской Примере, выйдя на замену в гостевой игре с «Годой-Крусом». Первую половину 2011 года Каньете на правах аренды провёл за чилийскую команду «Универсидад Католика». 6 марта он забил свой первый гол на высшем уровне, отметившись в гостевом поединке против «Палестино».
В середине 2011 года Каньете перешёл в бразильский «Сан-Паулу». С мая по конец 2013 года он был в аренде у бразильской «Португезы», с августа по конец 2014 года — у бразильского «Наутико», а с конца января по середину апреля 2015 года — у бразильского «Сан-Бернарду». После окончания контракта с «Сан-Паулу» аргентинец выступал за клуб бразильской Серии B КРБ, а затем вновь за «Сан-Бернарду».
С начала 2017 года Каньете играл за парагвайский «Либертад», а спустя полгода перешёл в асунсьонский «Гуарани».

## Достижения
«Сан-Паулу»
- Обладатель Южноамериканского кубка (1): 2012

 «Либертад»
- Чемпион Парагвая (1): Ап. 2017